# Il Faleno lunare
Il Faleno lunare (The Moon Moth), tradotto anche come La tarma lunare e La Falena Lunare, è un racconto di fantascienza del 1961 dello scrittore statunitense Jack Vance.

## Storia editoriale
Il racconto fu pubblicato per la prima volta nel numero dell'agosto 1961 della rivista Galaxy.
La prima traduzione in italiano, di Renata Forti, intitolata La tarma lunare fu pubblicata dalla Casa Editrice La Tribuna nel n. 57 (anno VI - n. 2) del febbraio 1963 della rivista italiana Galaxy.
Una traduzione in italiano di Gaetano Luigi Staffilano intitolata La Falena Lunare fu pubblicata dalla Editrice Nord nel volume dell'ottobre 1977 della collana Grandi Opere Nord, come parte dell'antologia I figli dello spazio (The Science Fiction Hall of Fame, 1973).
Una traduzione di Franco Giambalvo intitolata Il Faleno lunare fu pubblicata nel 1977 dalla Armenia Editore nel volume n. 5 della collana Robot Speciale, come parte dell'antologia personale Il meglio di Jack Vance (The Best of Jack Vance, 1976), che fu pubblicata di nuovo nel 1979 nel volume n. 14 della collana Raccolta Robot (che contiene anche il volume n. 15 di Robot Speciale) e nel 2003 dalla Mondadori nel volume n. 37 della collana Millemondi, intitolato L'opera dello spazio, che comprende anche altri due romanzi di Vance.
La traduzione di Giambalvo è stata inoltre inserita nell'antologia Le grandi storie della fantascienza: 1961, (Isaac Asimov Presents the Great SF Stories 23 (1961), 1991) pubblicata nel 1993 dalla Arnoldo Mondadori Editore nel n. 197 della collana Classici Urania e l'anno successivo nel n. 14 della collana I Libri di Urania.

## Ambientazione
Gli abitanti del pianeta Sirene coprono i loro volti e le teste con maschere squisitamente realizzate, che indicano il loro status sociale (strakh) e lo stato d'animo; essi inoltre comunicano cantando, accompagnandosi con uno strumento musicale scelto tra un'ampia gamma in base alla situazione sociale e ai sentimenti. 
Le infrazioni al complesso galateo offendono i nativi e possono risultare fatali.

## Trama
Edwer Thissell, il nuovo rappresentante consolare su Sirene, è un musicista maldestro e ha difficoltà ad adattarsi alla cultura locale, che non conosce bene, quindi è costretto a indossare un'umile maschera da Faleno Lunare. 
Un giorno, riceve l'ordine di arrestare il famigerato assassino Haxo Angmark, che è in arrivo su un'astronave. Il messaggio però arriva in ritardo: Thissel si precipita allo spazioporto, ma Agmark, che ha familiarità con i costumi sirenesi, è già atterrato ed è scomparso.
Nella fretta di raggiungere lo spazioporto e di trovare Angmark, Thissell commette un certo numero di gravi violazioni di norme sociali, offendendo i suoi interlocutori sirenesi.
La mattina successiva viene rinvenuto il cadavere di uno degli altri tre non-sirenesi presenti sul pianeta:
Thissell ne deduce che Angmark, sapendo di non essere in grado di passare per un nativo, lo ha ucciso per prenderne il posto, ma poiché anche gli extra-sirenesi indossano maschere, Thissell non sa chi sia il criminale.
Thissell risolve il mistero interrogando gli schiavi dei sospetti per individuare quello che ha cambiato le proprie preferenze nella scelta delle maschere dopo l'arrivo di Angmark.
Riesce a identificare la sua preda, ma viene catturato da Angmark, che prende il suo posto indossando la sua maschera da Faleno Lunare e lo costringe a camminare in pubblico senza maschera: la massima umiliazione per gli indigeni.
I Sirenesi tuttavia si adirano con Angmark e lo uccidono per la perversione di avere smascherato un altro uomo e, ironicamente, per le precedenti offese recate da Thissell.
Pensando rapidamente, Thissell chiede ai presenti se uno di loro sarebbe disposto ad affrontare una così grande vergogna per sconfiggere il proprio nemico, riuscendo così a trasformare abilmente la sua umiliazione in un atto di coraggio insuperabile.
Con la sua nuova reputazione, Thissell riceve offerte di doni, la cui accettazione accresce il prestigio sia del donante sia del ricevente; in primo luogo va a scegliere una nuova maschera adatta al suo nuovo elevato strakh.